# Orden de registro
Una orden de registro es un documento emitido por un juez o tribunal perteneciente normalmente al poder judicial, en el cual se autoriza a las autoridades policiales a realizar un registro en un lugar protegido por el derecho a la intimidad de una persona (normalmente su domicilio o el lugar en el que la persona habita, aunque también puede entenderse así otros lugares cerrados propiedad de la persona, como su automóvil, bicicleta, bolsillos o riñonera). 
La orden de registro se emite cuando existen sospechas fundadas de que en esa ubicación puedan encontrarse pruebas de una actividad ilícita, y debe ser ordenada por un juez para preservar el derecho a la intimidad de la persona.
La orden de registro puede dictarse a instancia de parte (normalmente el ministerio fiscal, la policía, la hacienda pública o el órgano inspector de la posible infracción), o de oficio, cuando es el propio juez el que está investigando un posible delito.